# وولا-خویناتا
وولا-خویناتا (به لاتین: Wola-Chojnata) یک روستا در لهستان است که در گمینا بیاوا راوسکا واقع شده‌است. وولا-خویناتا ۴۵۰ نفر جمعیت دارد.